# André Filippini
André Filippini (ur. 13 września 1924 w Sionie, zm. 19 listopada 2013 tamże) – szwajcarski bobsleista i działacz sportowy. Brązowy medalista olimpijski z Oslo.
Zawody w 1952 były jego jedynymi igrzyskami olimpijskimi. Sięgnął po brąz w bobslejowych czwórkach. Pilotem boba był Fritz Feierabend, załogę tworzyli również Albert Madörin i Stephan Waser. Od 1971 był przewodniczącym FC Sion.